# زمردماهی پاک‌کننده آبی
زمردماهی پاک‌کننده آبی (به انگلیسی: Bluestreak cleaner wrasse) یکی از چندین گونه زمردماهیان‌هایی است که در صخره‌های مرجانی از شرق آفریقا و دریای سرخ تا پلی‌نزی فرانسه یافت می‌شوند. مانند دیگر  زمردماهیان‌، بافت ماهیها و پوست‌های بزرگ‌تر را در ماهی نظافت‌چی می‌خورد که غذا و محافظت برای زمردماهیان، و مزایای سلامتی قابل توجهی برای ماهیهای دیگر فراهم می‌کند.

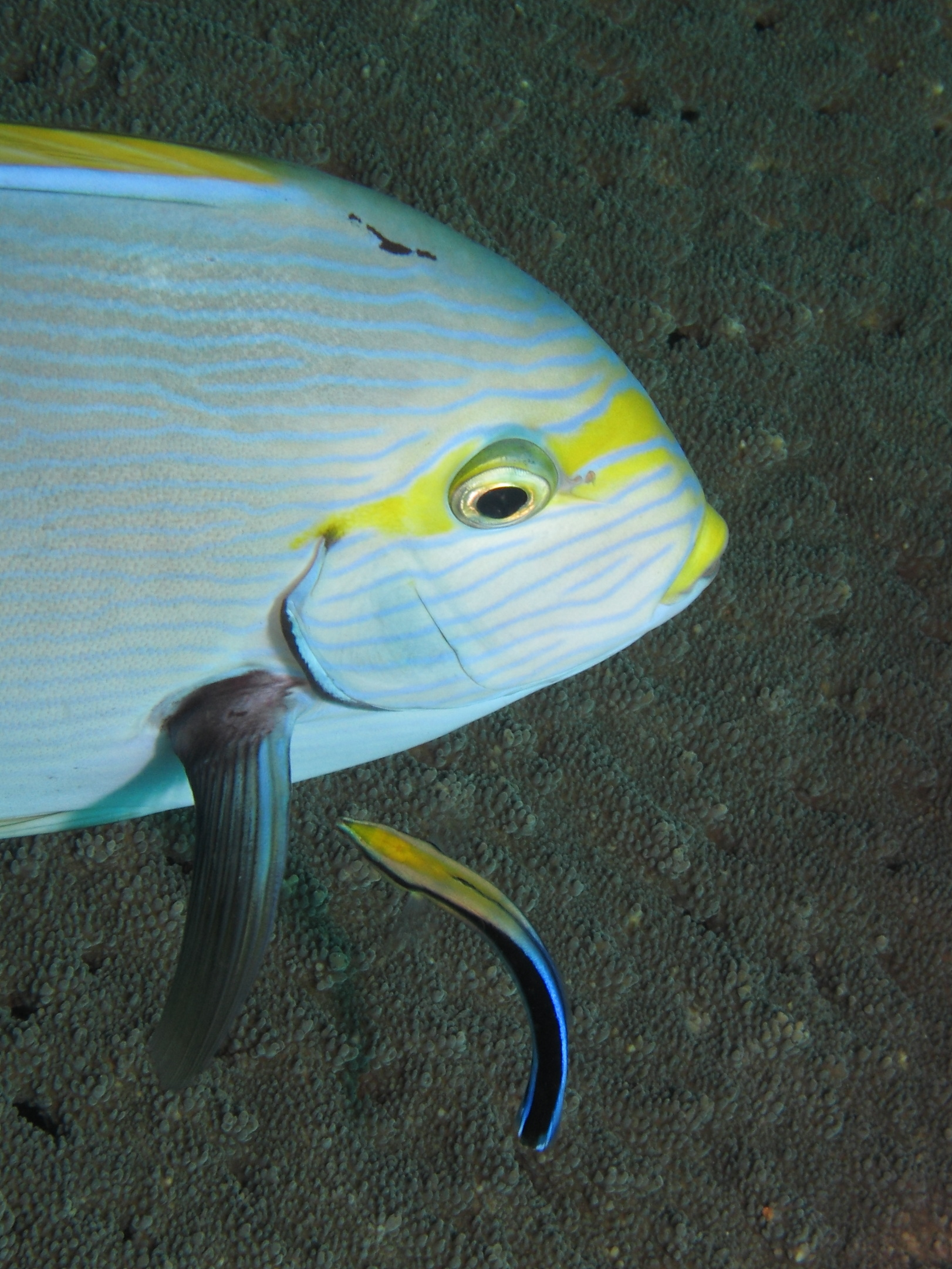
L. dimidiatus with a client surgeonfish در یک   ایستگاه پاکسازی.
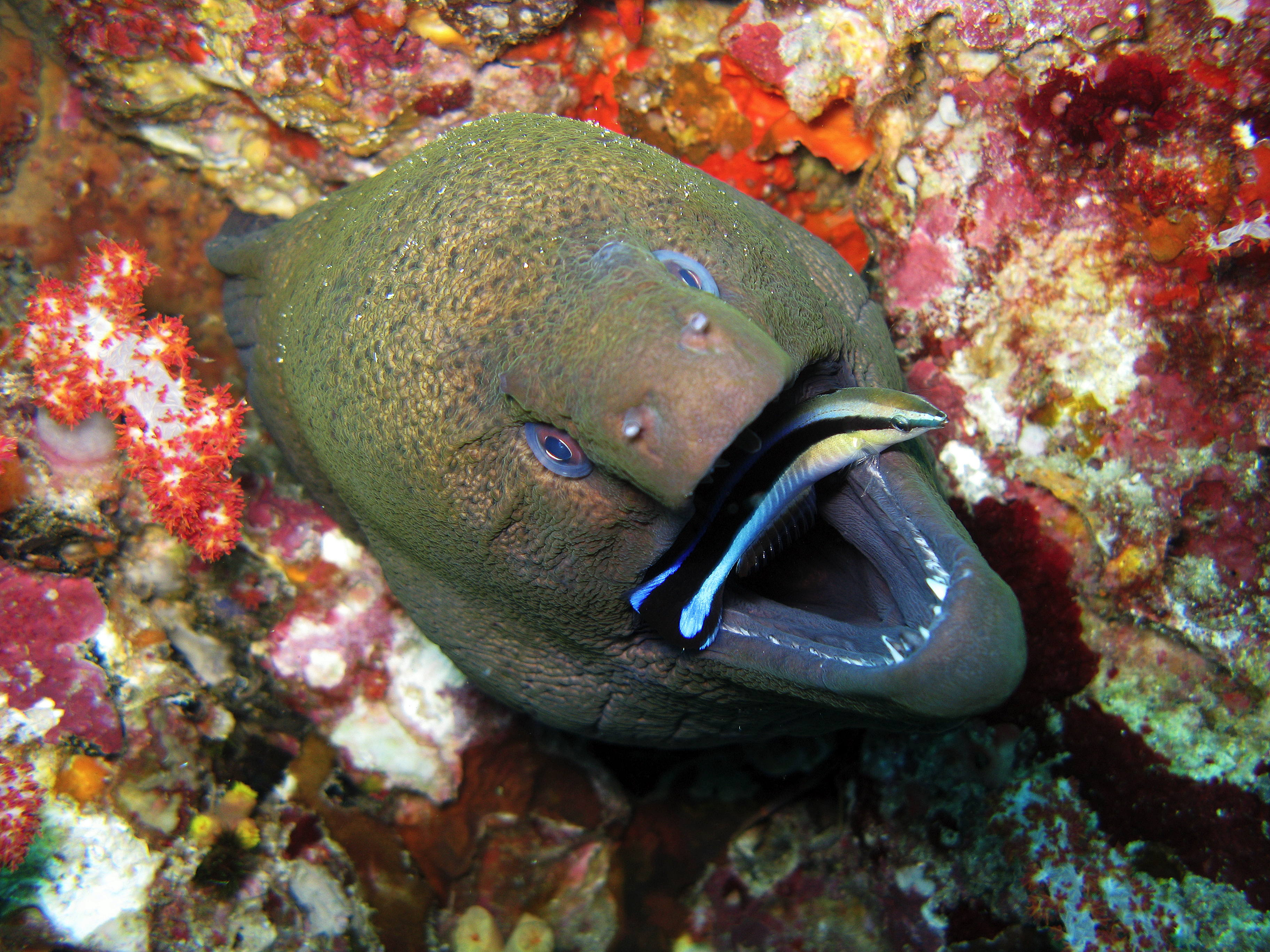
Cleaner Wrasse with a client Moray eel
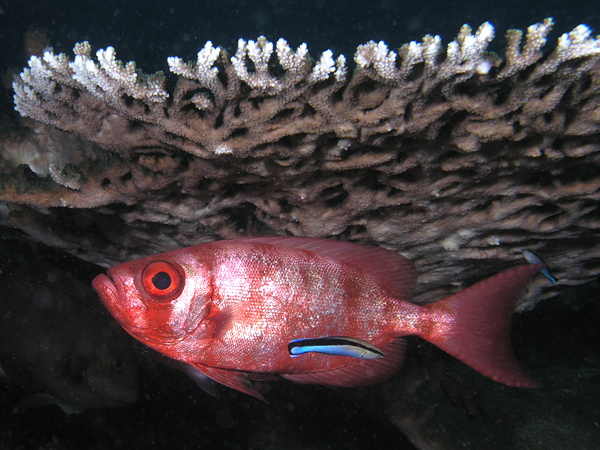

- Video of L. dimidiatus cleaning the gills of Acanthurus mata.